# Pagar Jati (Benakat)
Pagar Jati is een bestuurslaag in het regentschap Muara Enim van de provincie Zuid-Sumatra, Indonesië. Pagar Jati telt 1472 inwoners (volkstelling 2010).